# Platforma abrazyjna

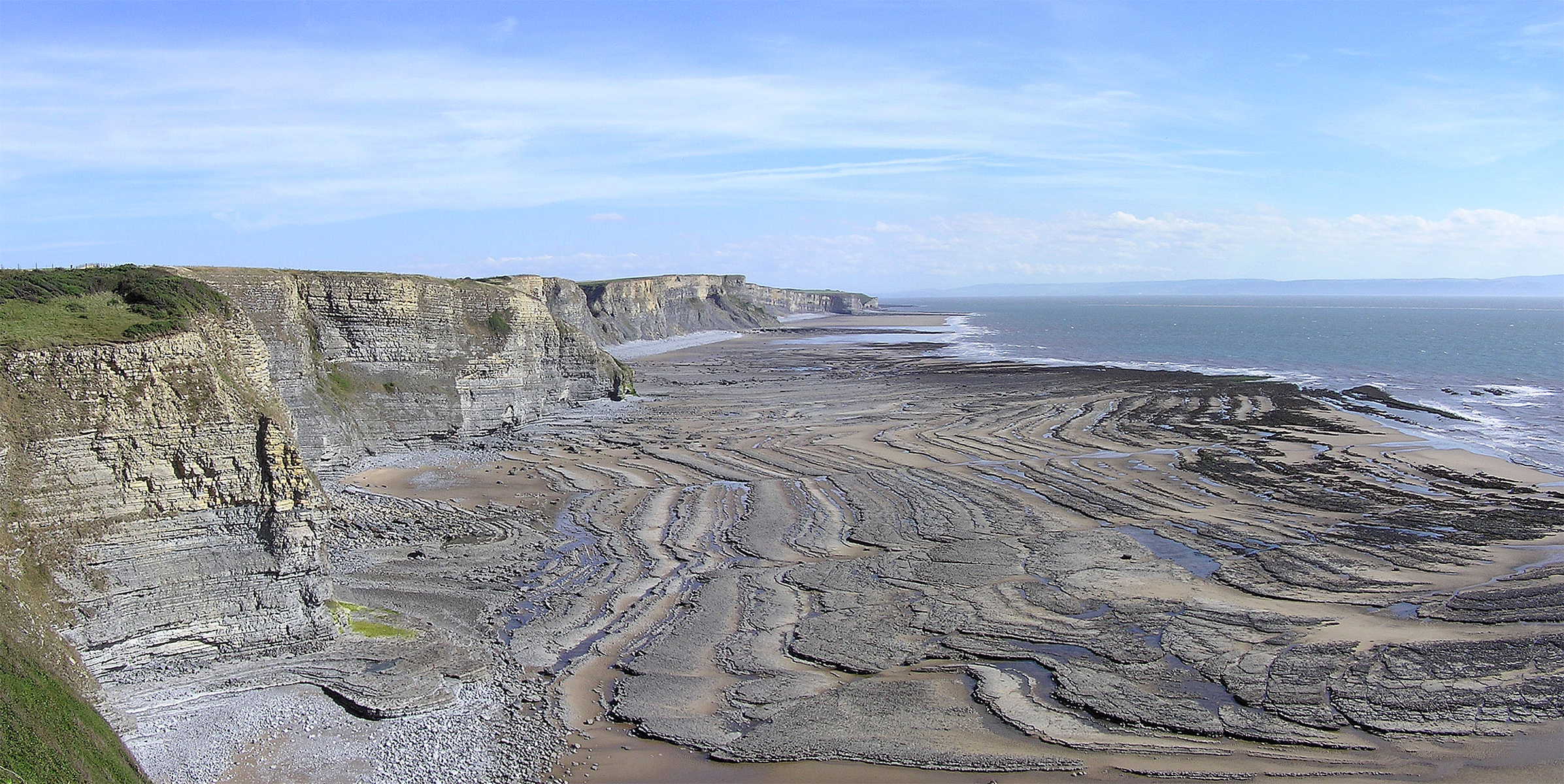
Platforma abrazyjna koło Southerndown, południowa Walia

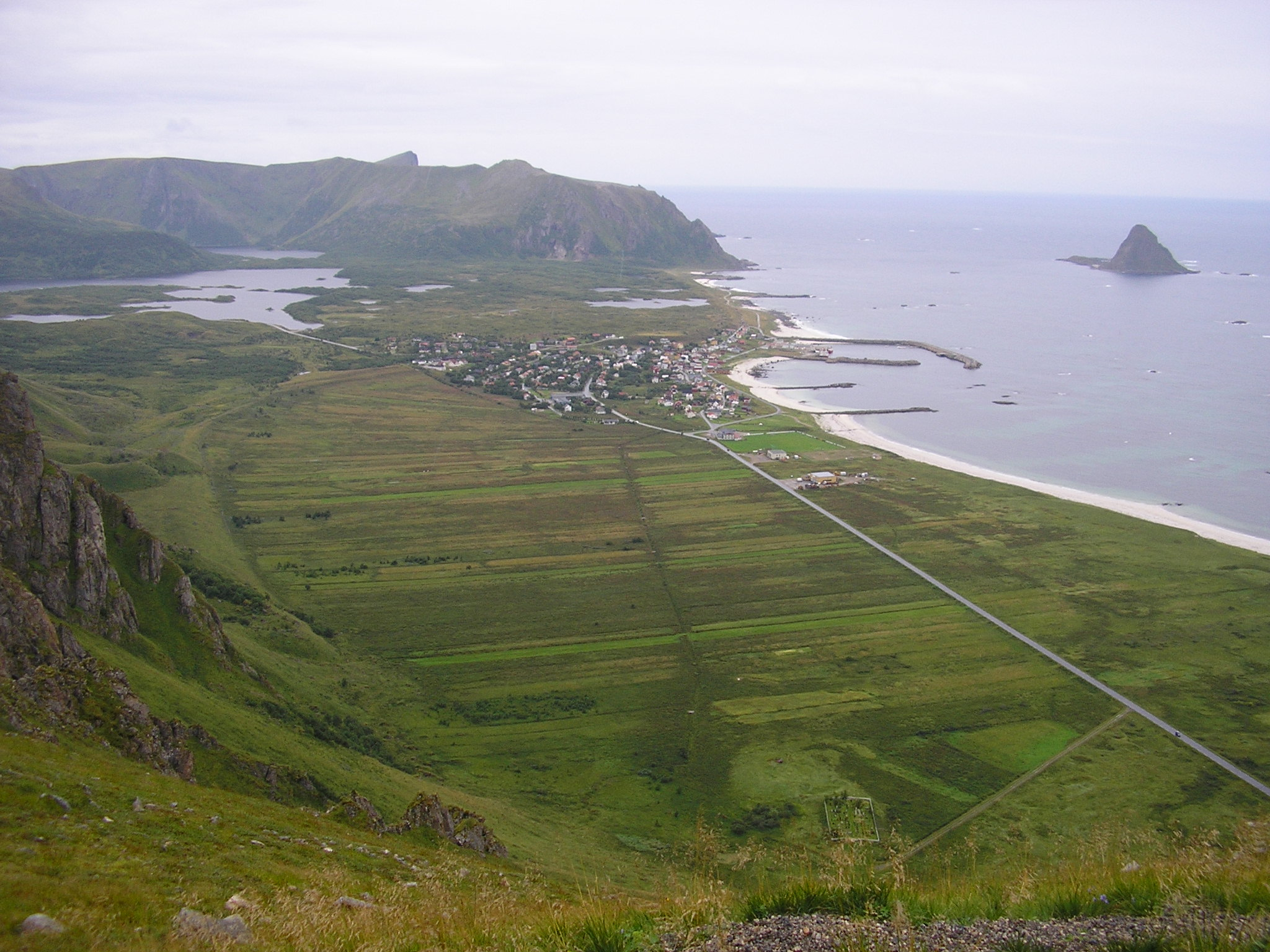
Stara platforma koło Bleik w Norwegii

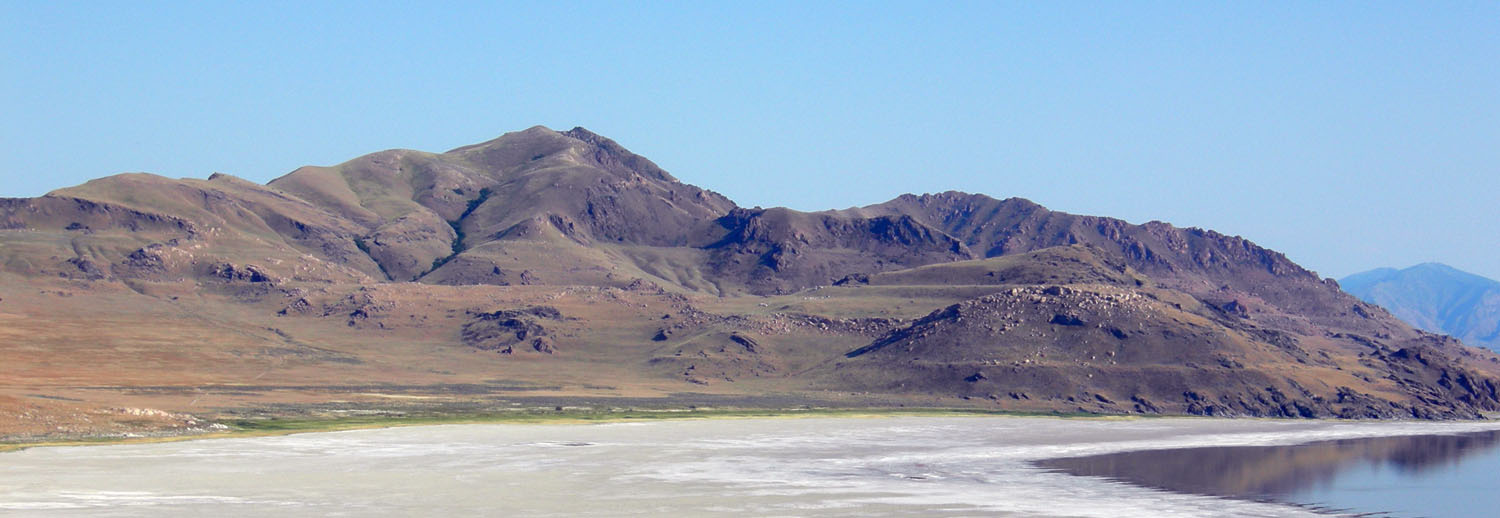
Platforma na wyspie Wielkiego Jeziora Słonego w parku stanowym Antelope Island, Stany Zjednoczone

Platforma abrazyjna (także Bencz) – rodzaj przybrzeżnej powierzchni zrównania powstałej na skutek niszczenia brzegu morza lub dużego jeziora przez uderzające o brzeg fale, które rozkruszają i odrywają materiał skalny lub piasek. W związku z abrazją i falowaniem następuje przemieszczanie się materiału z klifu w stronę akwenu na długości załamywania się fal (przybój). Na przedpolu zniszczonego klifu powiększa się obszar właściwej platformy abrazyjnej, która tworzy płaską powierzchnię lekko nachyloną od lądu w kierunku morza. 
Materiał skalny jest przeciągany przez fale w stronę morza i z powrotem do lądu, co skutkuje powstawaniem powierzchni abrazyjno-akumulacyjnej pokrytej cienką warstwą rumowiska. W pewnej odległości od klifu, w strefie najsilniejszego łamania się fal przyboju, na powierzchni abrazyjno-akumulacyjnej powstaje wał transportowanego materiału. Obszar właściwej akumulacji, gdzie odkłada się najwięcej rumowiska znajduje się za załomem ograniczającym platformę abrazyjną w stronę przybrzeża.
Na wybrzeżach podlegających pływom platformy abrazyjne mogę mieć znaczną szerokość.
Część platformy abrazyjnej, która znajduje się tuż obok niszczonego klifu to plaża.